# Shirley – wizje rzeczywistości
Tworzenie Shirley – wizje rzeczywistości (ang.: Shirley: Visions of Reality) – austriacki dramat z 2013 roku w reżyserii i według scenariusza Gustava Deutscha.

## Obsada
- Stephanie Cumming
- Christoph Bach
- Florentín Groll
- Elfriede Irral
- Tom Hanslmaier
- Yarina Gurtner Vargas